# Ceavccanbeek
De Ceavccanbeek (Samisch: Čeavččanjira) is een beek die stroomt in de Zweedse gemeente Kiruna. De rivier ontstaat ten noorden van een gebied dat wordt beheerst door de Tjäktaberg. Het riviertje stroomt naar het noordwesten en geeft haar water af aan de Sielmanbeek. Ze is circa 4 kilometer lang.
Afwatering: Ceavccanbeek → Sielmanbeek → Alesrivier → Torne → Botnische Golf